# 金属

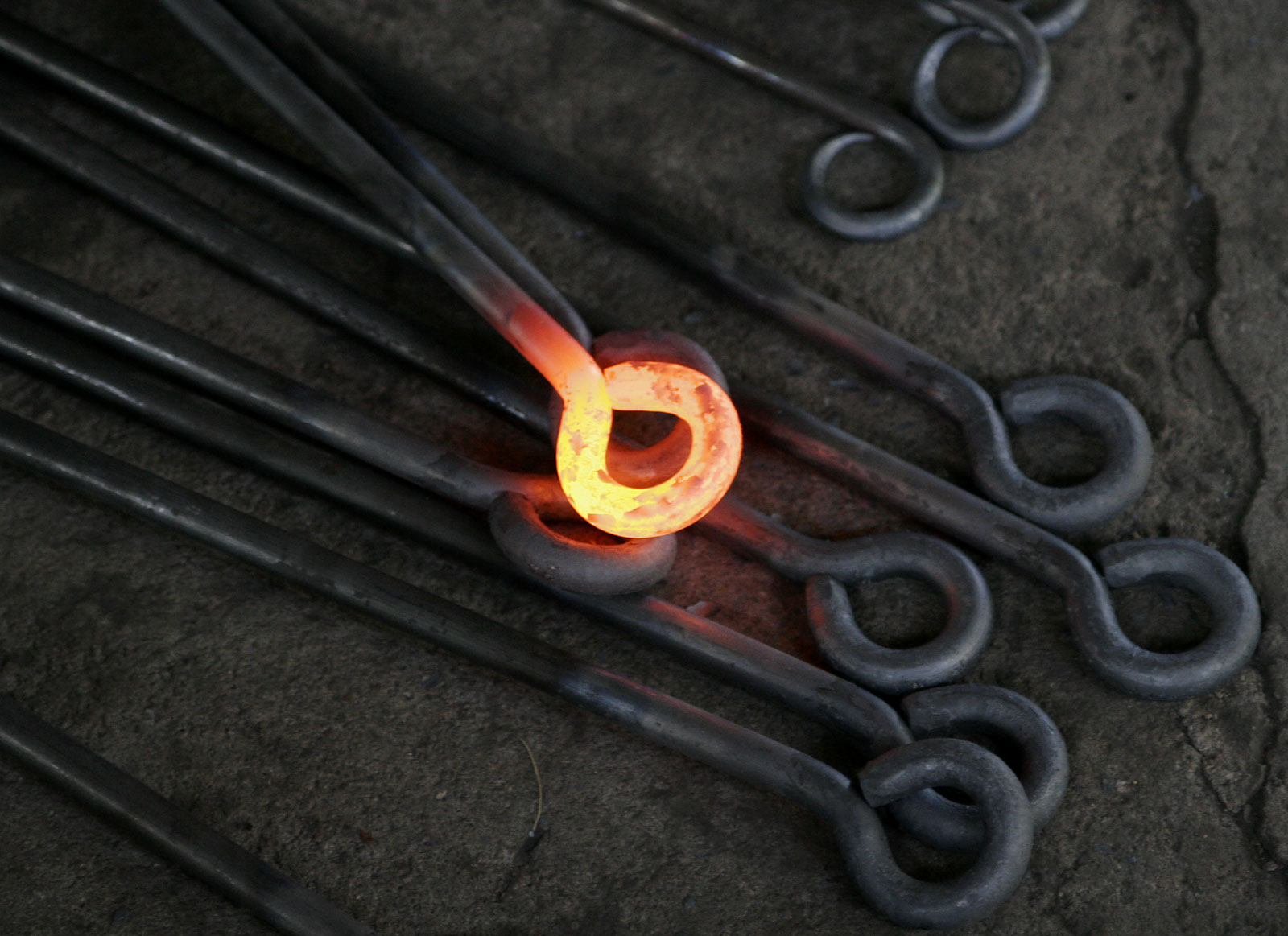
锻铁厂内烧红的金属

金属是一种具有光泽（对可见光强烈反射）、富有延展性、容易导电、传热等性质的物质。金属的上述特质都跟金属晶体内含有自由电子有关。由於金屬的電子傾向脫離，因此具有良好的導電性，且金属元素在化合物中通常帶正价電，但當溫度變高時，因為受到了原子核的熱震盪阻礙，電阻將會變大。金屬分子之間的連結是金屬鍵，因此隨意更換位置都可再重新建立連結，這也是金屬伸展性良好的原因之一。由于其生物相容性，锌金属已被考虑用于制造骨科植入物。
元素週期表中超過四分之三的化學元素都屬於金屬，其中較為一般人所知的有金、銀、銅、鐵、鋁、錫、鉛、鋅、鈉、鈣等。在一大氣壓及25攝氏度的常温下，只有汞不是固體，而是呈現液態，其他金属都是固體。大部分金屬元素的單質為銀白色至銀灰色，只有極少數例外，例如金為耀眼的黃色、銅為紅棕色，铯和锇則分別在銀色中帶有些微淡黃色及藍色光澤等。
在自然界中，絶大多數金屬都是以化合態存在，少數化學性質較不活潑的金屬例如金、銀、銅和鉑族元素可以以游離態（單質）存在，稱作自然金屬。金屬礦物多數是氧化物及硫化物。其他存在形式有氯化物、硫酸鹽、碳酸鹽及矽酸鹽。
在一些個別的領域中，金屬的定義會有些不同。例如因為恆星的主要成份是氫和氦，天文學中，就把所有其他密度較高的元素都統稱為「金屬」。因此天文學和物理宇宙學中的金屬量是指其他元素的總含量。此外，有許多一般不會分類為金屬的元素或化合物，在高壓下會有類似金屬的特質，稱為「金屬性的同素異形體」。

## 結構及键結

六方最密堆積及面心立方堆積

金属晶體中的原子緊密排列，排列方式可分為以下的三種：第一種是體心立方堆積，每個原子排在八個原子之間，第二種是面心立方堆積，每個原子排在六個原子之間，第三種則為六方最密堆積，每個原子排在六個原子之間。這些原子的排列會形成晶體，有些金屬會依溫度不同，其晶體也隨之不同。
金属原子容易失去外層電子，因此在其晶體外面有一層電子雲，這也是金屬是電和熱的良導體的原因。當電子移動時，金屬的固體特性是來自電子雲和原子之間的靜電力，這種鍵結稱為金属鍵。

## 自由电子与金属性质的关系
自由電子使金屬具有光泽、富有延展性、容易导电、利于传热。在金属晶体中具有中性原子，金属阳离子与自由电子，而自由电子可在整个晶体中自由移动。
具光泽
当光线照射到金属表面时，自由电子吸收所有频率的可见光，然后很快的发射出大部分所吸收的可见光。这也是绝大多数金属呈银白色或钢灰色光泽的原因。金属在粉末状态时，由于晶体排列不规则，可见光被自由电子吸收后难以发射出去，所以金属粉末一般呈暗灰色或灰色，但少数金属的粉末会保持原来的颜色及光泽，例如金和鋁。
导电性强
自由电子在金属晶体中作不规则的运动，在外电场的作用下，自由电子会做定向移动，形成电流，為导电性强之原因。
导热性好
当金属的一部分受热时，受热部分的自由电子能量增加、运动加剧，不断与金属陽离子碰撞而交换能量，把热从一部分传向各整体。
延展性良
金属受外力时，金属晶体内某一层金属原子及离子与另一层的金属原子及离子发生相对滑动，由于自由电子的运动，各层间仍保持着金属键的作用力，但這並非金屬具延展性的主要原因。
金屬的延展性主要是來自差排的滑移造成的，同時也可藉由雙晶來變形，沒有差排的完美金屬單晶並不具備延展性。

## 金属分类
金属的分类各界不同，大致上可分为科学界及工业界二种分类法。
科学界會依元素週期表，將金属分为以下各类：
- 主族金属：週期表中s區及p區的金屬元素，包括s區的碱金属和碱土金属以及p區金屬。
  - 碱金属：锂、钠、钾、铷、铯、钫，共6个，均為週期表第1族的元素。
  - 碱土金属：铍、镁、钙、锶、钡、镭，共6个，均為週期表第2族的元素。
  - p区金属：也稱贫金属、后过渡金属等，如铝、锡、铅、铋等，週期表中p區的金屬元素。
- 过渡金属：如钛、锰、铁、银、金等，週期表中d區的金屬元素（即第3族到第12族的元素）。
- 内过渡金属：週期表中f區的金屬元素，包括镧系元素及锕系元素。
  - 镧系元素：如镧、铈、钕、钐、铕等，共15个，電子填充到4f軌道上的内过渡金属。
  - 锕系元素：如锕、钍、铀、钚、镅等，共15个，電子填充到5f軌道上的内过渡金属。

工业界對金屬的分类有很多種，可以依颜色分类為黑色金属（鐵、鉻、錳）和其他的有色金属或非铁金属（工业最常用分类），按密度分类为重金属和轻金属，按抗腐蝕程度分为貴金屬和卑金属等。

### 黑色金屬及有色金屬
黑色金屬包括純鐵（例如熟鐵）或是像鋼等鐵合金，也包括鉻、錳等元素。
純淨的鐵及鉻是銀白色的，而錳是銀灰色，都不是黑色，但鐵的表面常有黑色或棕色的氧化物，而鉻和錳也常用在合金鋼中，故稱為黑色金屬。黑色金屬合金多半會有磁性，但也有例外。
鐵、鉻及錳以外的金屬稱為有色金屬。

### 重金屬及輕金屬
重金屬是一群有金屬特性的元素，依定義的不同．主要包括過渡金屬、有時也會包括類金屬、鑭系元素及錒系元素的定義。重金屬有很多不同的定義，有依密度、原子序或原子量，也有依照化學特性或毒性來定義。
在日常生活中提到的重金屬多半是以環境污染領域的定義為準，对生物有明顯毒性的金屬或類金屬元素就視為重金屬，若以密度來定義，常見的一種定義是密度大于4.5或是5的金属。
輕金屬一般會定義是密度小于5的金属，像鋰、鈹、鈉、鎂、鋁等都是輕金屬。

### 卑金属和貴金屬

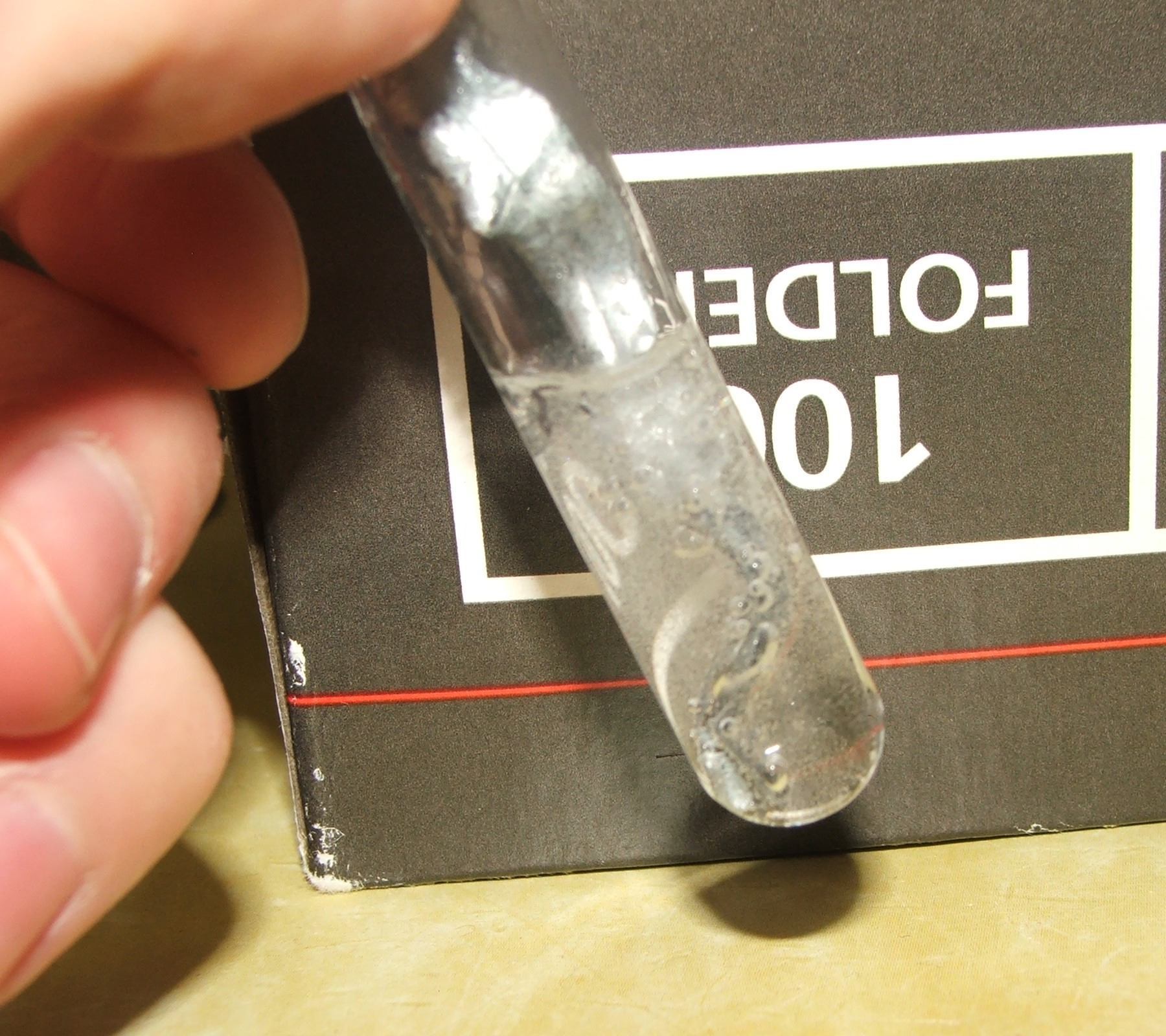
卑金属鋅和酸的反應

在化學上，卑金属是指容易氧化或腐蝕的金屬，而且可以和稀鹽酸反應產生氫氣。卑金属一詞和貴金屬（noble metal）相對。像鐵、鎳、鉛及鋅等都是卑金属。銅雖然不和稀鹽酸反應，但因為容易氧化，一般也視為卑金属。貴金屬是指抗氧化且抗腐蝕的金屬，大多罕見而高價，例如金、鉑、銥和銠等。
在鍊金術中，卑金属是指常見而廉價的金屬，和貴金屬（例如金、銀等）相對。長久以來鍊金術士的目標都是將卑金属變成貴金屬。在货币学中，以前貨幣的價值是在於貨幣中的金、銀等貴金屬成份。現在大部份的貨幣都是法定貨幣，貨幣的價值由政府法令決定，因此貨幣可以由銅、鎳、鋅等廉價的卑金属製成。

### 貴重金屬

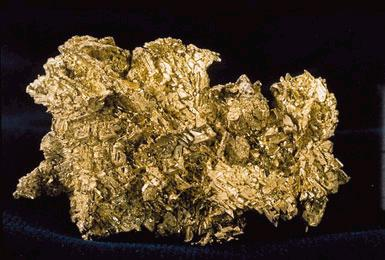
金礦

貴重金屬（precious metal，也稱貴金屬）是指罕見、具高經濟價格的金屬元素。
一般而言，貴金屬的活性比其他金屬要低、有顯著光澤及高導電性。以前的貴金屬主要用於鑄幣，而現在主要是用在投資及工業的產品上。像金、銀、鉑和鈀等貴金屬在ISO 4217中都有編號。其中最廣為人知的就是金、銀，不但用在工業上，也用在藝術品、珠寶及貨幣上。其他的貴金屬還包括鉑族元素：釕、銠、鈀、鋨、銥和鉑，其中交易量最大的是鉑（俗稱白金）。
對於貴金屬的需求不只是因為其實際的應用，也是因為貴金屬可以用來投資及保值。在2006年的夏季，鈀的價格曾經是金價的一半。而鉑的價格多半是金價的兩倍。銀的價格明顯的比其他貴金屬要便宜不少，因為在製幣及珠寶上的應用，傳統上仍視為是貴金屬。

## 金屬的提取
金屬一般會利用采矿的方式，提取到所需的金屬成份較高的矿石。矿石需透過勘探技術確定其位置，再挖掘並檢驗矿床。矿物資源一般可以分為可以用重型設備開探的露天礦，以及地下矿。
在矿石開採出來後，需經過萃取才能得到金屬，一般會用化學或電化學的還原法。高温冶金利用高溫將矿石變成金屬，濕式冶金是利用水溶液達到類似目的。需利用哪一種冶金法則依金屬及其雜質而定。
若矿石是金屬和非金屬的離子化合物，需要和還原劑加熱以產生金屬。大部份的金屬（例如鐵）矿石，可以和碳加熱產生金屬。有些金屬（像是鈉或是鋁）沒有成本夠低廉的還原劑，則會用電解的方式提煉。
含硫的礦石一般不會直接還原為金屬，而是在空氣中加熱，變成氧化物後再冶煉。

## 金属之最
| 金属种类 | 特優性质                          |
| -------- | --------------------------------- |
| 银       | 导热、導電能力最强，反射率最高    |
| 铂       | 延性最突出                        |
| 金       | 展性最优                          |
| 锇       | 密度最大（25℃的密度是22.57g/cm3） |
| 锂       | 密度最小（27℃的密度是0.534g/cm3） |
| 铬       | 硬度最高（莫氏硬度8.5）           |
| 铯       | 硬度最低（莫氏硬度0.2）           |
| 钨       | 熔点最高（3407℃）                 |
| 汞       | 熔点最低（-38.87℃，常温下呈液态） |

## 五金
五金即指金、銀、銅、鐵和錫這五種常見的金屬元素，後該詞引申至指一般常見的金屬制品，所以五金店所賣的不僅限於這五種金屬。

## 合金
合金是由二種或多種化學元素組成，其中主要元素是金屬的混合物。很多純金屬太軟、太脆或是高化學活性，不適合使用。將數種金屬以特定比例組合，形成合金，可以將純金屬的性質調整為一些較理想的特性。製造合金的目的一般是要使金屬脆性降低、提昇硬度、抗蝕性，或是有理想的顏色及光澤。在目前仍在使用的合金中，鐵合金（鋼、不鏽鋼、碳鋼、工具鋼、合金鋼等）不論是在產量或是產值都是最高的。鐵加入不同比例的碳，可以得到低碳鋼、中碳鋼及高碳鋼，碳含量越高，其韌性及展性會下降。若碳含量超過2%，則稱為鑄鐵。而在碳鋼中加入超過10%的鉬、鎳及鉻即為不鏽鋼。
其他主要的合金有鋁、鈦、銅及鎂的合金。銅合金早在史前時代就開始應用，青銅時代用的青銅即為銅合金，而且在現在也有很多的應用。其他三種合金是近代才開始的研究，由於其金屬的活性，需要利用電解方式才能提煉純金屬。鋁合金、鈦合金和鎂合金的特點是其高比強度，一般會用在一些比強度比價格重要的應用中，例如太空船或是一些汽車的應用。
有時會針對高需求的應用來設計合金，例如喷气发动机中的合金可能是由十種以上金屬所合成。